# George Costanza
George Louis Costanza es un personaje de la serie de televisión estadounidense Seinfeld (1989-1998), interpretado por Jason Alexander. Se lo ha descrito de diversas maneras como un "calvo bajo, rechoncho, tonto, calvo" (por Elaine Benes y el mismo Costanza) y "Señor de los idiotas" (por el propio Costanza). George y Jerry eran amigos de secundaria y seguían siendo amigos después.  Es amigo de Jerry Seinfeld, Cosmo Kramer y Elaine Benes. George aparece en todos los episodios excepto "The Pen" (tercera temporada).
Originalmente, el personaje estaba basado en el cocreador de Seinfeld, Larry David, pero su apellido se debe al amigo de Nueva York, Mike Costanza, en la vida real de Jerry Seinfeld. Alexander repitió su papel en un episodio de Comediantes en Cars Getting Coffee, reuniéndose con Jerry Seinfeld y Wayne Knight (también repitiendo sus papeles como Jerry y Newman, respectivamente).

## Biografía del personaje
George es el hijo de Frank (Jerry Stiller), de ascendencia ítalo-estadounidense, y Estelle Costanza (Estelle Harris), presumiblemente judía-estadounidense. George menciona dos veces que tiene un hermano (aunque nunca más después de la temporada 3). Lloyd Braun es su némesis de la infancia, quien George siente que era el hijo que sus padres siempre quisieron. El mejor amigo de George, Jerry Seinfeld, describió a Frank y Estelle como "psicópatas", y dijo en "La mujer china" que, si se hubieran divorciado cuando George era pequeño, "él podría haber sido normal". George también se describe a sí mismo (y por implicación, a muchas neurosis) como el resultado de que sus padres permanecieron juntos.
En "The Junior Mint", afirma que creció en Brooklyn, Nueva York, donde fue a una escuela pública. En un episodio anterior, menciona que fue a la escuela secundaria en Long Island. Conoció a Jerry durante la adolescencia y ellos siguieron siendo amigos desde ese momento. Ambos asistieron a John F. Kennedy High School y se graduaron en 1971. Durante sus años de escuela secundaria, George y Jerry solían pasar el rato en una pizzería llamada Mario's Pizzas. George sufrió bullying por parte de su profesor de gimnasia, el Sr. Heyman (Biff Yeager), quien deliberadamente pronunció mal su nombre como "Can't Stand Ya" (No puedo soportarte) y le dio un calzón chino.
Dos de los primos de George aparecen en el programa: Shelly, quien aparece brevemente en "The Contest", y Rhisa, con quien George planea salir para impresionar a sus padres en "The Junk Mail". George habla con sus padres sobre su familia en "The Money", durante el cual se revela que tenía un "Uncle Moe", que "murió siendo un hombre joven" y una "tía bebé", que murió a la edad de siete años. También se revela que su madre tiene un "primo Henny". En "The Doll", se revela que Frank Costanza nació en Italia y tiene un primo, Carlo, que todavía vive allí. A partir de "The Robbery", George tenía abuelos vivos a los que había visitado recientemente, aunque se desconoce si se trataba de los padres de su madre o de su papá.